# Lucio Cornelio Lentulo (console 130 a.C.)
Lucio Cornelio Lentulo (in latino Lucius Cornelius Lentulus; fl. II secolo a.C.) fu un console della Repubblica romana.

## Biografia
Nel 130  Lucio Cornelio Lentulo fu console insieme con Marco Perpena. Appio Claudio Pulcro era consul suffectus.